# هوريليو غوميش
هوريليو دا سيلفا غوميش (بالبرتغالية: Heurelho Gomes‏)، من مواليد 15 فبراير 1981، لاعب كرة قدم برازيلي. يلعب في نادي واتفورد الإنجليزي.
بدأ باللعب مع منتخب البرازيل لكرة القدم في عام 2003.

## روابط خارجية
- هوريليو غوميش على موقع الاتحاد الدولي (مؤرشف)  (الإنجليزية)
- هوريليو غوميش على موقع الاتحاد الأوربي (الإنجليزية)
- هوريليو غوميش على موقع إي إس بي إن إف سي (الإنجليزية)
- هوريليو غوميش على موقع قاعدة بيانات كرة القدم.إي يو (الإنجليزية)
- هوريليو غوميش على موقع ناشيونال فوتبول تيمز (الإنجليزية)
- هوريليو غوميش على موقع Soccerbase.com (لاعب) (الإنجليزية)
- هوريليو غوميش على موقع Soccerway.com (الإنجليزية)
- هوريليو غوميش على موقع عالم كرة القدم.نت (الإنجليزية)
- هوريليو غوميش على موقع كووورة
- هوريليو غوميش على موقع AS.com (الإسبانية)